# Sid Atkinson
Sidney James Montford Atkinson, detto Sid (Durban, 14 marzo 1901 – Durban, 31 agosto 1977), è stato un ostacolista, velocista e lunghista sudafricano, vincitore della medaglia d'oro nei 110 metri ostacoli alle Olimpiadi di Amsterdam 1928.

## Biografia
Sid Atkinson inizia la propria carriera agonistica nel 1922, correndo i 110 hs in 15"2 ed i 400 hs in 56"5. Oltre alle specialità degli ostacoli, è anche un discreto saltatore in lungo.
Ai Giochi olimpici del 1924 a Parigi ottiene la medaglia d'argento sui 110 metri ostacoli, venendo battuto di poco dallo statunitense Dan Kinsey in 15"0. Quattro anni più tardi, ai Giochi di Amsterdam, l'atleta sudafricano si prende la rivincita conquistando il titolo olimpico della stessa specialità con il tempo di 14"8, precedendo gli statunitensi Anderson e Collier.

## Palmarès
| Anno | Manifestazione  | Sede      | Evento      | Risultato        | Prestazione | Note |
| ---- | --------------- | --------- | ----------- | ---------------- | ----------- | ---- |
| 1924 | Giochi olimpici | Parigi    | 110 m hs    | Argento          | 15"0        |      |
| 1928 | Giochi olimpici | Amsterdam | 100 m piani | Quarti di finale | 11"0        |      |
| 1928 | Giochi olimpici | Amsterdam | 110 m hs    | Oro              | 14"8        |      |